# Santa Cruz dos Milagres
Santa Cruz dos Milagres est une municipalité brésilienne située dans l'État du Piauí.